# The Go! Team
The Go! Team è un gruppo rock britannico formatosi a Brighton all'inizio degli anni 2000. La band, fondata da Ian Parton, è formata da sei elementi fra cui due batteristi e una rapper. La loro musica è un mix di campionamenti e strumenti tradizionali, con influenze che vanno dalle colonne sonore di film d'azione al J-pop, sino al funk e all'hip-hop.

## Storia
Inizialmente il primo nucleo dei Go! Team è formato dal solo Ian Parton, che nel 2000 pubblica il suo primo EP Get It Togheter per la piccola etichetta inglese Pickled Egg. Il suo lavoro viene però notato dalla Memphis Industries, che nel 2002 gli fa firmare il suo primo contratto. Ian in quel periodo era ancora impegnato nel suo vecchio lavoro di documentarista in tv, ma riesce comunque a portare avanti la lavorazione dell'album suonato in gran parte da lui stesso. Nel 2004 viene ingaggiato per fare da supporto al tour svedese dei Franz Ferdinand e a questo punto si vede costretto a mettere insieme una band con cui suonare dal vivo. Attorno a sé raccoglie il chitarrista Sam Dook, i batteristi Chi "Ky" Fukami Taylor e Kaori Tsuchida, il bassista Jamie Bell e la cantante Ninja MC. Con la stessa formazione il gruppo pubblica nel settembre dello stesso anno il disco d'esordio Thunder, Lightning, Strike.
Il disco è un esempio di meltin-pot musicale, che mischia insieme cori da cheerleader, handclapping, ritmi funk, chitarre alla Sonic Youth e cantato hip hop. L'accoglienza della critica è ottima, tanto che il disco viene candidato al Mercury Music Prize del 2005, anno in cui esce anche l'edizione internazionale del disco che per problemi legali è stata privata dei campionamenti non autorizzati. Il successo del disco viene aiutato anche dalla scelta di alcuni dei brani del gruppo per spot pubblicitari e jingle radiofonici.
La popolarità della band è cresciuta ulteriormente dopo la riedizione nel 2006 del singolo Ladyflash che ha raggiunto la posizione 26 nelle classifiche inglesi. Il 10 settembre 2007 viene pubblicato il secondo album del gruppo, dal titolo Proof of Youth, anticipato dal singolo Grip Like a Vice che prosegue sulla stessa linea musicale del precedente. Il terzo disco Rolling Blackouts è uscito nel gennaio 2011.

## Formazione

### Formazione attuale

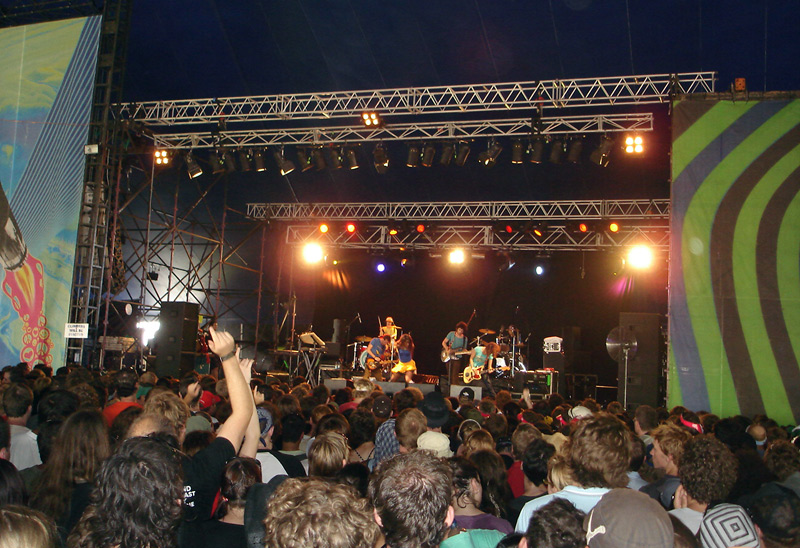
The Go! Team in concerto al Big Day Out (Melbourne)

- Ian Parton - chitarra, armonica a bocca e batteria
- Sam Dook - chitarra, banjo, e batteria
- Chi "Ky" Fukami Taylor - batteria
- Kaori Tsuchida - batteria, chitarra, tastiera (dal 2005)
- Jamie Bell - basso
- Ninja MC - rapper-voce

### Ex componenti
- Silke Steidinger - batteria, chitarra, tastiera (sostituito dal 2005 da Kaori Tsuchida)

## Discografia

### Album
- Thunder, Lightning, Strike (2004)
- Proof of Youth (2007)
- Rolling Blackouts (2011)
- The Scene Between (2015)
- SEMICIRCLE (2018)
- Get Up Sequences, Part 1 (2021)
- Get Up Sequences Part Two (2023)

### Singoli ed EP
- Get It Together 7" EP (2000)
- Junior Kickstart 7", 12" e CD singolo (2003)
- The Power Is On 12" Singolo (2004)
- Ladyflash 7" e CD Singolo (2004) numero 68 UK
- Bottle Rocket 7" e CD Singolo (2005) numero 64 UK
- Are You Ready For More? EP (2005)
- Ladyflash (riedizione) 7" e CD Singolo (2006) numero 26 UK
- Grip Like A Vice 7" e CD Singolo (2007)